# James Chance and the Contortions
James Chance and the Contortions là một ban nhạc được thành lập bởi nhạc công saxophone và ca sĩ James Chance. Họ là một trong những nhóm nhạc đầu tiên của giới nhạc no wave New York.

## Lịch sử thu âm
Những bản thu đầu tiên của họ, với tên nhóm là Contortions, có mặt trên album tổng hợp năm 1978, No New York, sản xuất bởi Brian Eno. Một năm sau đó, hai album được phát hành gần như đồng thời bởi hãng đĩa ZE Records: Buy và Off White dưới tên James White and the Blacks.

## Các thành viên
Tay guitar đầu tiên của Contortions, Pat Place thành lập ban nhạc post-punk Bush Tetras. George Scott chơi nhạc với Lydia Lunch và Michael Paumgarten trong 8-Eyed Spy. Không lâu sau đó, tay guitar Jody Harris thành lập Raybeats với Don Christensen, George Scott III và Pat Irwin. Tay keyboard Adele Bertei lập ra the Bloods, và phát hành album solo đầu tay, Little Lives, năm 1988. Năm 1979, George Scott lưu diễn cùng John Cale. Scott mất do dùng heroin quá liều vào ngáy 5 tháng 8 năm 1980. Vài thành viên của James White and the Blacks - nổi bật là Joseph Bowie, sau đó tách riêng khỏi Chance và tạo nên nhóm Defunkt.
Ngày 30 tháng 11 năm 2010, James Chance, Pat Place, Don Christensen, Jody Harris, Adele Bertei, và Robert Aaron tái hợp tại Le Poisson Rouge cho một buổi biểu diễn duy nhất. Robert Aaron không phải một thành viên gốc, nhưng lại thường xuyên hợp tác với Chance.

## Đĩa nhạc
- No New York (1978)
- Buy (1979)
- Paris 1980 Live Aux Bains Douches (1980)
- Live in New York (1981)
- Soul Exorcism (1991)
- Lost Chance (1995)
- Molotov Cocktail Lounge (Enemy, 1996)
- White Cannibal (2000)